# Wera Jakowlewna Komissowa
Wera Jakowlewna Komissowa (russisch Вера Яковлевна Комисова, engl. Transkription Vera Komisova, geb. Никитина – Nikitina; * 11. Juni 1953 in Leningrad) ist eine ehemalige russische Hürdenläuferin und Sprinterin, die für die Sowjetunion startend Olympiasiegerin wurde.
1979 wurde sie bei den Halleneuropameisterschaften in Wien Vierte über 60 Meter Hürden und gewann bei der Universiade Bronze über 100 Meter Hürden.
Im Jahr darauf wurde sie bei den Halleneuropameisterschaften in Sindelfingen Fünfte. Bei den Olympischen Spielen in Moskau siegte sie über 100 Meter Hürden vor der Johanna Klier aus der DDR (Silber) und der Polin Lucyna Langer (Bronze). In der 4-mal-100-Meter-Staffel gewann sie Silber zusammen mit ihren Teamkolleginnen Ljudmila Scharkowa, Wera Anissimowa und Natalja Botschina.
Bei den Europameisterschaften 1982 in Athen wurde sie Sechste über 100 Meter Hürden.
1980 wurde sie Sowjetische Meisterin über 100 Meter und 100 Meter Hürden, 1979 Sowjetische Hallenmeisterin über 100 Meter Hürden.
Wera Komissowa ist 1,69 m groß und wog zu Wettkampfzeiten 60 kg.

## Persönliche Bestzeiten
- 100 m: 11,26 s, 4. Juli 1980, Moskau
- 60 m Hürden (Halle): 8,00 s, 1. März 1980, Sindelfingen
- 100 m Hürden: 12,39 s, 5. August 1980, Rom